# Социальное жильё
Социа́льное жильё (англ. social housing) — способ обеспечения жильём граждан, которые не имеют достаточно средств для приобретения или аренды жилья по рыночным ценам. 
В мировой практике этот термин объединяет множество форм аренды недвижимости, собственниками и (или) управляющими которой являются организации (государственные и муниципальные учреждения, некоммерческие организации или их комбинация), преследующие некоммерческие цели, как правило, связанные с повышением доступности жилья для всех слоёв населения. Для указания на государственную или муниципальную собственность используется более широкий термин обще́ственное жильё (англ. public housing).

## Социальное жильё в различных странах

### Сингапур

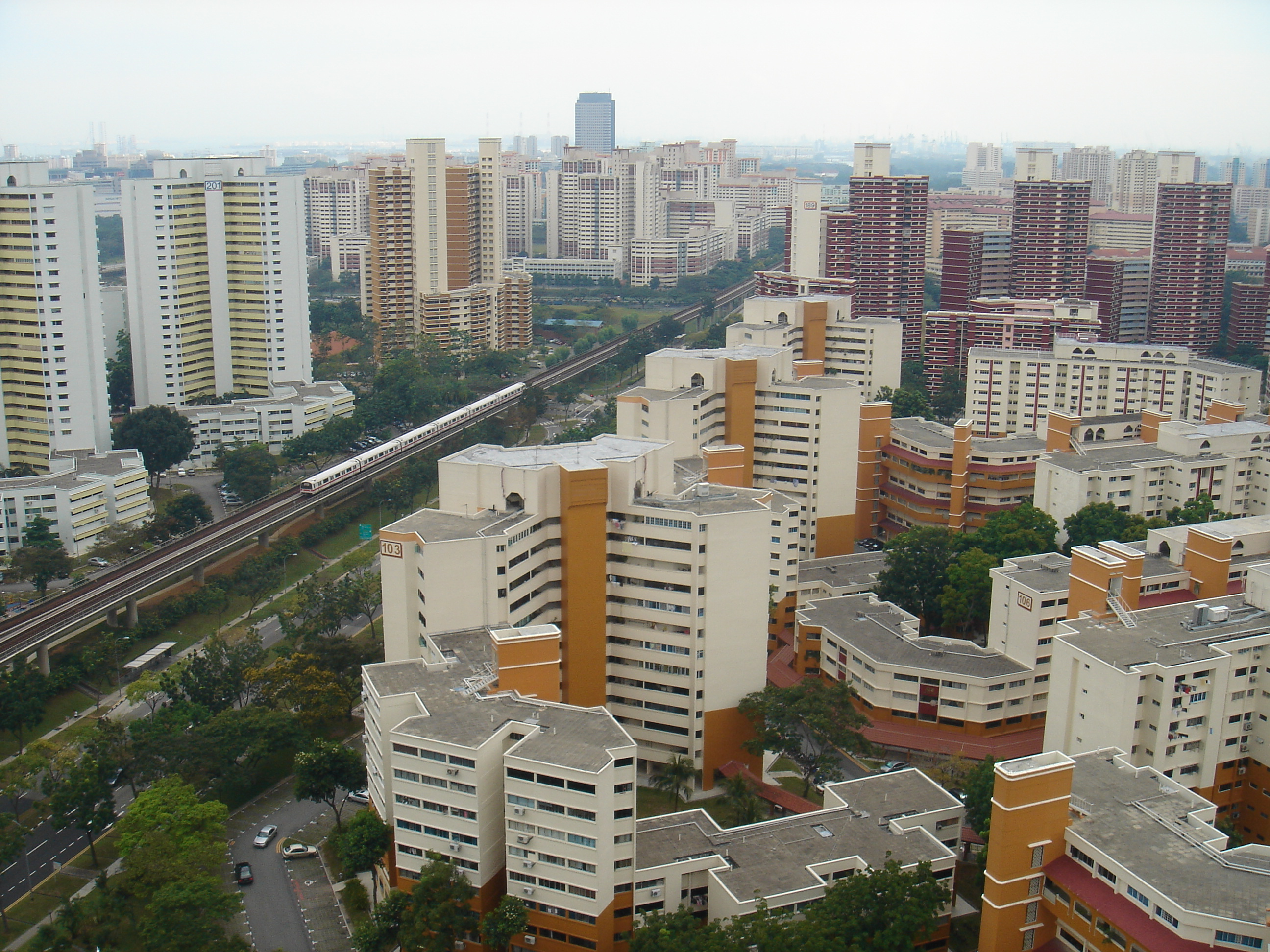
Квартиры в районе Букит-Баток

Социальное жильё в Сингапуре управляется дирекцией по недвижимости (HDB — the Housing and Development Board (англ.)). Дирекция занимается строительством и управлением жильём, называемым «HDB flats».
Большая часть жилья, сдаваемого внаём в Сингапуре имеет государственную форму собственности. В таком жилье проживает около 85 % всех нанимателей. «HDB flats» также широко доступны для приобретения в собственность при финансовой поддержке Центрального страхового фонда. Около 90 % жителей квартир, построенных государственными организациями и за счёт бюджета, являются их собственниками, а не нанимателями.
Эти квартиры расположены в домовладениях, которые организованы в целые пригороды со своими школами, супермаркетами, клиниками, рынками, а также местами для спорта и отдыха. Существует широкое разнообразие типов квартир и and layouts, обычно классифицируемых исходя из количества комнат (выделяются трёхкомнатные, четырёхкомнатные, пятикомнатные квартиры, а также «executive»).
- Двухкомнатная квартира (англ.) с одной спальней и гостиной имеет жилую площадь в 45 м²;
- Трёхкомнатная квартира (англ.) имеет две спальни жилой площадью около 60 кв.м. и общей площадью 74 м² (800 фут²);
- Четырёхкомнатная квартира (англ.) имеет три спальни и площадь около 93 м² (1000 фут²);
- Пятикомнатная квартира (англ.) имеет площадь 110 м² (1200 фут²).

Некоторые квартиры имеют дополнительные комнаты, предназначенные для использования в качестве кабинетов, другие могут включать столовые и т. п. Самые большие квартиры (an executive apartment), которые строятся Дирекцией, имеют площадь около 150 м² (1600 фут²) и включают три спальни, а также раздельные столовую и гостиную.
Использование социального жилья в Сингапуре само по себе не рассматривается как свидетельство бедности или низкого качества жизни — по сравнению с другими странами (Австралия, Англия и т. д., где плата за пользование социальным жильём существенно ниже, чем частным). Нередко плата для самых маленьких квартир в социальном секторе может превышать аналогичную для частного сектора. Среди людей, занимающих социальное жильё в Сингапуре, лишь очень немногие находятся за чертой бедности.
Для приобретения социального жилья в Сингапуре покупатель должен удовлетворять следующим условиям:
- Быть гражданином Сингапура. Среди основных членов его семьи должен быть ещё хотя бы один резидент или гражданин Сингапура.
- Достичь возраста в 21 год на момент покупки жилья.
- Удовлетворять ограничению по максимальному доходу семьи.
  - Для покупки двухкомнатной квартиры совокупный доход домохозяйства не должен превышать 2 тыс. сингапурских долларов в месяц.
  - Для покупки 3-комнатной квартиры доход не должен превышать 3 тыс. сингапурских долларов в месяц.
  - Для покупки квартиры из четырёх и более комнат общий доход домохозяйства не должен превышать 8 тыс. сингапурских долларов в месяц.
  - Если покупатель приобретает квартиру совместно с родственниками (кроме непосредственных членов его семьи), их совокупный доход не должен превышать 12 тыс. сингапурских долларов в месяц.

Средний уровень среднемесячного дохода резидентов Сингапура (см. отчёт  (недоступная ссылка с 23-05-2013 [4437 дней] — история, копия) (англ.)) составлял в 2005 году 5400, а медиана — 3830 сингапурских долларов соответственно.
Рост медианного среднемесячного дохода в период с 2000 по 2005 года (в сингапурских долларах 2000 года) составил 0,5 %. Соответственно, можно ожидать, что данные числа адекватно характеризуют соотношение средних доходов и существующих ограничений при покупке социального жилья.

### США
Когда в США в 1929 году началась Великая депрессия, то миллионы квартиросъемщиков лишились работы и больше не могли платить арендную плату. Домохозяева начали их выселять, а также начинали повышать арендную плату для остававшихся жильцов. Это порождало социальную напряженность. 
В рамках «Нового курса» президента Ф. Рузвельта в 1934 году был принят Национальный жилищный акт, в соответствии с которым была создана Федеральная жилищная администрация для страхования ипотечных кредитов на приобретение жилья. Однако людям, лишившимся работы, не могла помочь никакая ипотека, поэтому властям пришлось напрямую заниматься жилищным строительством для малоимущих. Администрация общественных работ начала субсидировать частные компании, строившие дешевое жилье, но за четыре года было построено лишь около 25 тыс. квартир, что было совершенно недостаточно. 

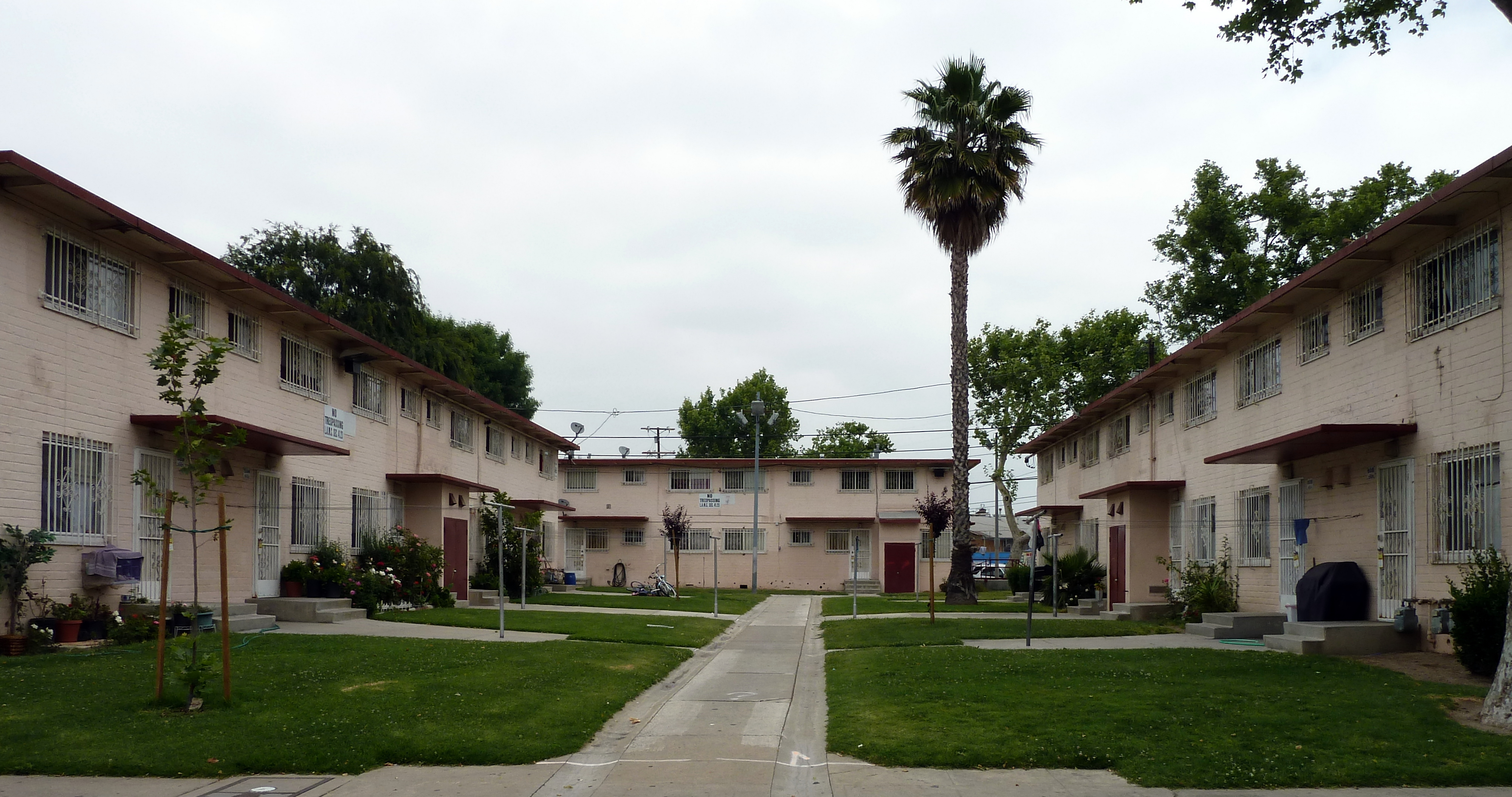
Дома в Рамона-Гарденс

В 1937 году был принят Жилищный акт, которым создавалось Жилищное управление США. Оно должно было выдавать льготные кредиты местным жилищным управлениям на строительство социального жилья. Такое жилье возводилось крупными блоками, эти новые благоустроенные кварталы для бедных американцы стали называть проджектами (англ. project — «проект»).  Первые из них представляли собой малоэтажные дома на несколько квартир каждый. Типичным примером был квартал Рамона-Гарденс в Лос-Анджелесе (112 двухэтажных домов на 610 квартир). Большинство таких кварталов строилось на месте сносимых трущоб, при этом прежние обитатели этих трущоб часто не могли получить жилье в новых домах. Так, чтобы построить квартал Теквуд-Хоумс в Атланте, пришлось снести квартал, где жили 1611 семей, 24% из которых были чернокожими. В социальные дома смогли въехать лишь 604 семьи, и все они были белыми. Прочие же жители снесенного квартала расселились по другим трущобам Атланты.  
В 1945 году, в связи с окончанием Второй мировой войны, администрация Г. Трумэна, разработала экстренную программу обеспечения жильем демобилизованных военных. По этой программе в кратчайшие сроки были построены десятки тысяч квартир. В 1949 году был принят очередной Жилищный акт, согласно которому федеральное правительство должно было профинансировать строительство 800 тыс. квартир в течение ближайших семи лет.
Однако после прихода к власти в 1953 году республиканской администрации Д. Эйзенхауэра расходы из федерального бюджета на социальные цели резко сократились, и строительство социального жилья снизилось до 20-30 тыс. квартир в год. К этому времени частные компании возводили уже достаточно качественного и недорогого жилья, доступного практически для всех, имеющих работу.

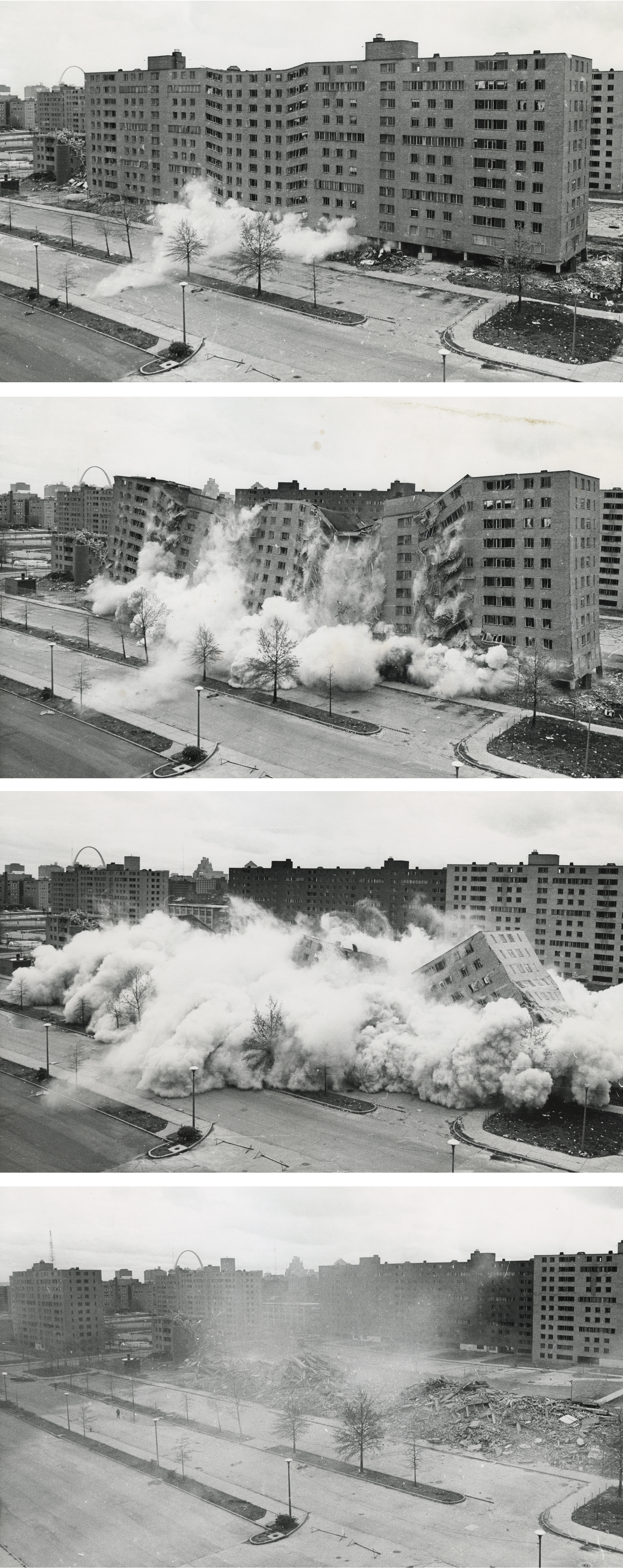
Снос социального жилого комплекса «Пруитт-Айгоу» в Сент-Луисе, 1972 год

При демократической администрации Д. Кеннеди строительство социального жилья вновь расширилось, но теперь это уже были многоэтажные дома. С 1960-х годов местные власти также начали заключать договоры с домовладельцами о сдаче квартир внаем по сниженным ценам, за что домовладельцам выплачивались компенсации. В 1962 году расовая дискриминация при предоставлении социального жилья была запрещена. Социальное жилье все больше стало становиться жильем для чернокожих, белые стали покидать его при первой возможности. Далеко не все они были закоренелыми расистами, просто в «проджектах» поселилось много неблагополучных семей, они стали превращаться в рассадник преступности. При этом если в 1970 году в социальном жилье в США проживало около 1 млн человек, то к 1980 году их было уже 3 млн. К 1966 году половина всех проживающих в социальном жилье семей не имела ни одного работающего взрослого, а вторая половина имела лишь одного взрослого в семье. С 1950 по 1970 годы средний доход жителя социального жилья снизился с 64% до 37% от среднедушевого дохода по США. К 1980 году он составлял лишь 20% от среднедушевого дохода по США.
В 1992 году началось осуществление федеральной программы HOPE VI, которая предусматривала, что местные жилищные агентства получают средства на снос социальных домов и строительство новых жилых комплексов для смешанного в части доходов населения (то есть не только для самых малоимущих). Сама система строительства социального жилья в США в 2000-е годы изменилась. Теперь федеральные и местные власти напрямую финансируют, в основном, лишь расчистку территории под будущее строительство, а затем проводят конкурс проектов между застройщиками. Побеждает тот, кто предлагает наиболее низкую арендную плату для будущих жильцов при соблюдении всех требований к качеству жилья. Наиболее нуждающимся выдают субсидии на аренду квартир в частном секторе. Проведенные в США исследования установили, что предоставление субсидий в виде выдачи нуждающимся ваучеров, которыми можно оплачивать аренду жилья, позволяет обеспечить их жильем с меньшими затратами бюджетных средств, чем те, что потребовались бы в случае строительства социального жилья за счет бюджета.

### Великобритания
После Первой мировой войны в Великобритании возникла идея «Дома для героев» (Homes for Heroes): демобилизованные солдаты должны были получить от государства достойное жилье. В 1919 году был принят закон «О застройке и городском планировании», известный как Акт Аддисона, по имени министра здравоохранения и жилищного обеспечения Кристофера Аддисона. На основании этого закона правительство выделяло муниципальным властям субсидии на строительство социального жилья. Изначально муниципальное жилье предназначалось для сравнительно обеспеченных представителей рабочего класса. 

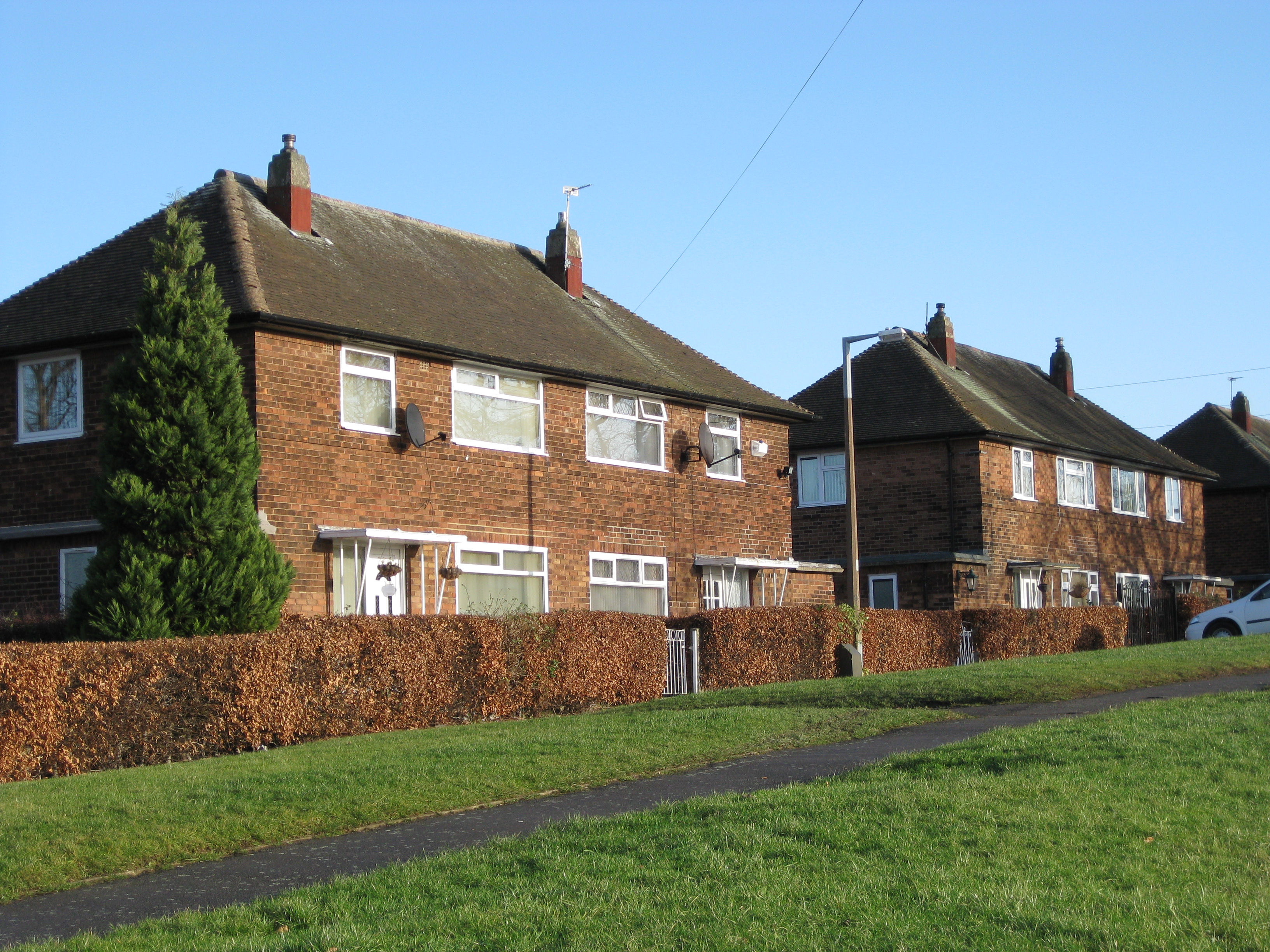
Муниципальные дома в пригороде Лидса

Вторая мировая война привела к разрушению многих домов в британских городах в результате бомбардировок. Требовалось массовое строительство жилья. Оно началось при пришедшем к власти после войны лейбористском правительстве Клемента Эттли. С 1946 года по 1981 год в Великобритании было построено 5 млн жилых помещений, относящихся к категории социального арендного жилья (council housing). Для экономии пришлось применять более дешевые технологии строительства, дома становились скромнее. В начале 1950-х годов только 25% нового жилья были квартирами, и из них лишь 3% — в многоэтажных домах. Однако десятилетие спустя 26% всех заложенных новостроек уже составляли многоэтажные жилые дома. К концу 1970-х годов в Великобритании было почти 6,5 миллиона муниципальных домов и квартир. В них жили 42% жителей страны.

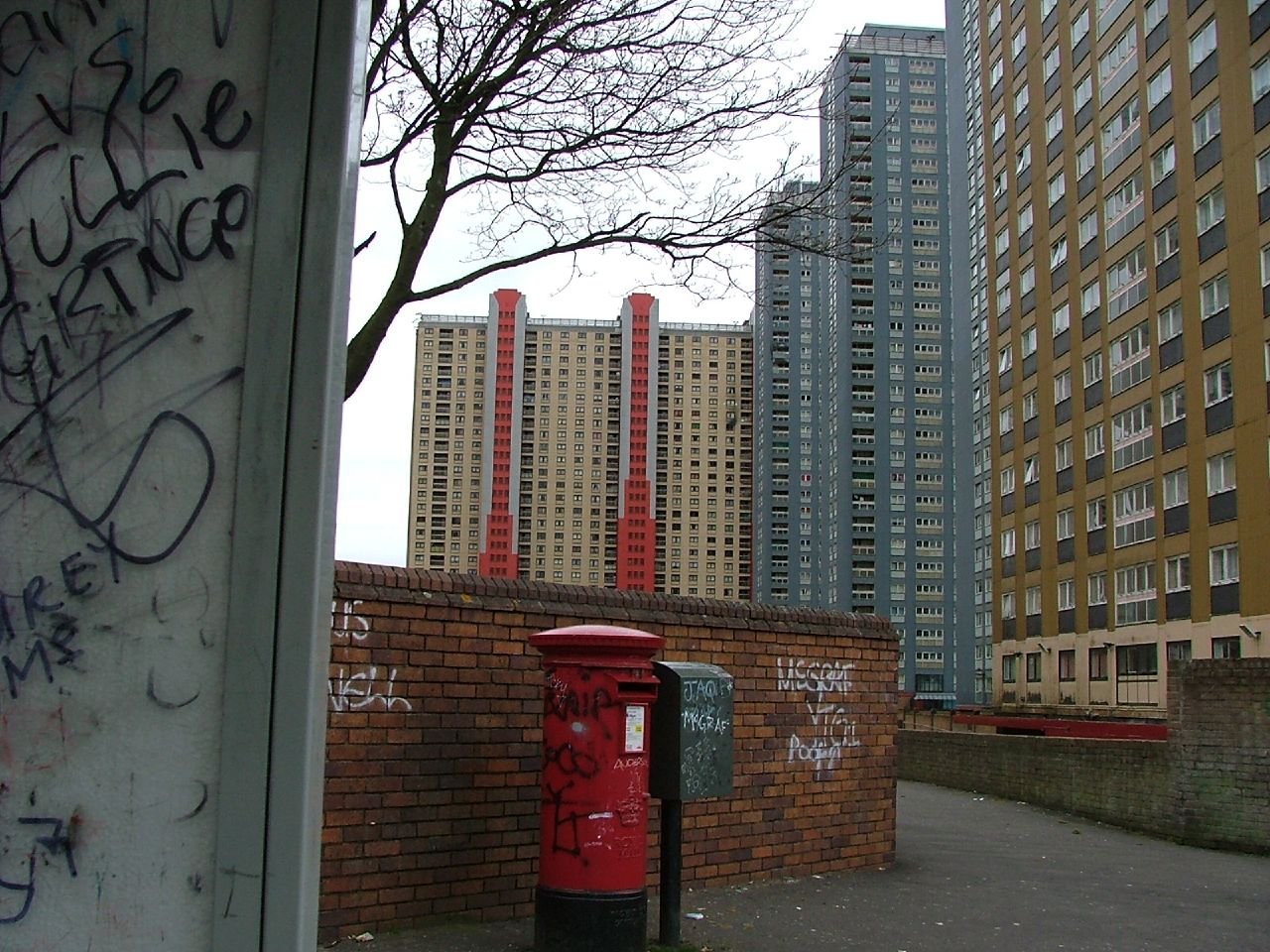
Комплекс муниципальных домов Red Road Flats в Глазго (снесен в 2015 году)

В 1980 году, при правительстве Маргарет Тэтчер, была начата приватизация муниципального  жилья. Его арендаторы получили возможность выкупить свои квартиры со скидкой 33-50% от полной рыночной стоимости. К 1996 году этой программой воспользовались 30% жильцов. В то время как число муниципальных квартир и домов, сокращалось за счет их выкупа, новое социальное жилье строилось слишком медленно. Большинство оставшегося муниципального жилья находится в непопулярных районах, в которых мало рабочих мест, плохой транспорт, плохая социальная инфраструктура. В настоящее время в социальном жилье проживает 8% населения Великобритании. При этом в очереди на получение социального жилья в 2015 году числились 1,4 млн человек. По данным исследования 2022 года, свыше 30 тыс. человек стояло в очереди на социальное жилье более 10 лет, отмечены случаи ожидания социального жилья более 50 лет. В конце 2010-х годов при необходимости ежегодно строить около 100 тыс. квартир и домов для социальной аренды реально строили менее 10 тыс. квартир и домов в год (в 1950-е годы объемы ежегодного строительства превышали 100 тыс. квартир).

### Швеция
Миллионная программа — название амбициозной жилищной программы, реализованной в Швеции между 1965 и 1974 годами правившей Социал-демократической рабочей партией для предоставления каждому гражданину жилья по доступным ценам. Целью программы было строительство миллиона новых жилищ в течение 10 лет (что и стало источником её названия). Одновременно с этим был демонтирован значительный объём старого жилья, не подлежащего модернизации.

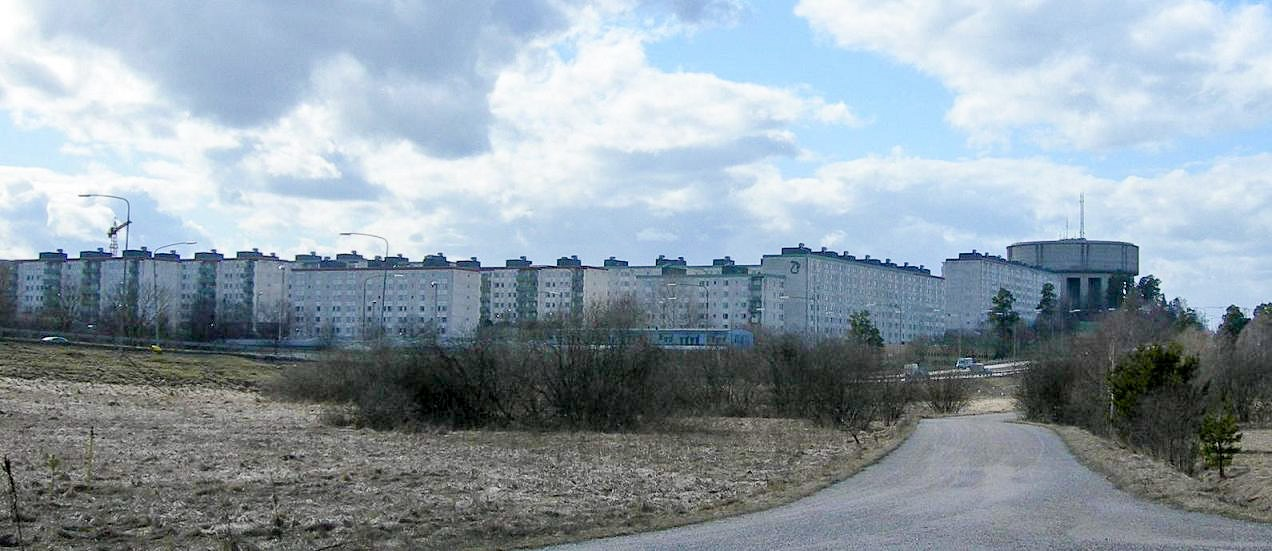
Панельные кварталы в Tensta — пригороде Стокгольма

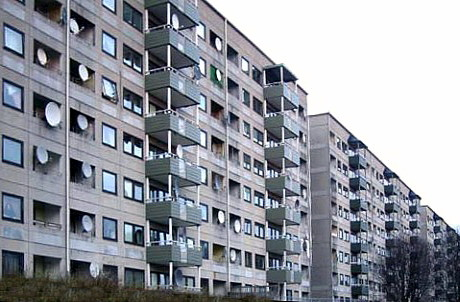
Дома в Hammarkullen — пригород Гётеборга

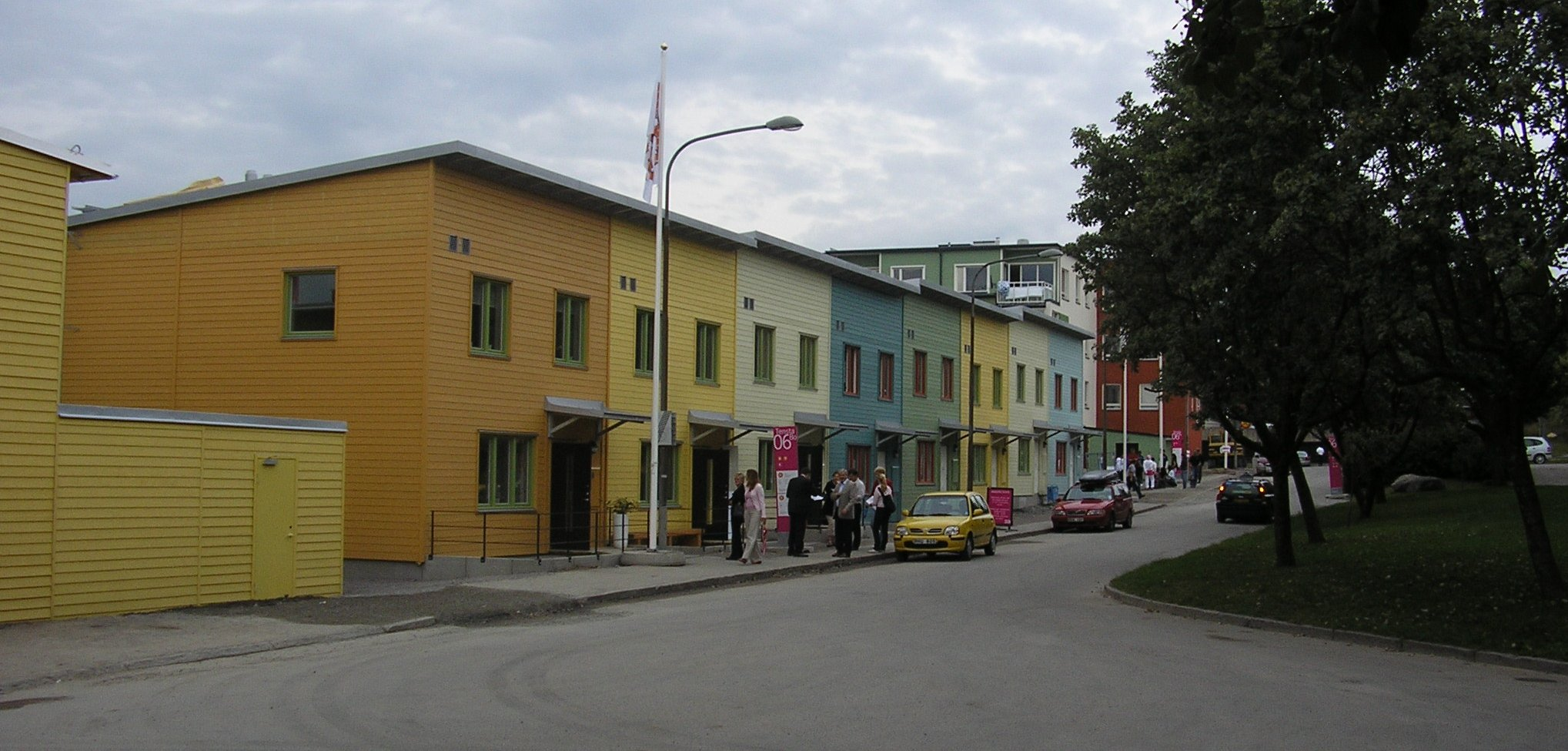
Жилые здания в Tensta.

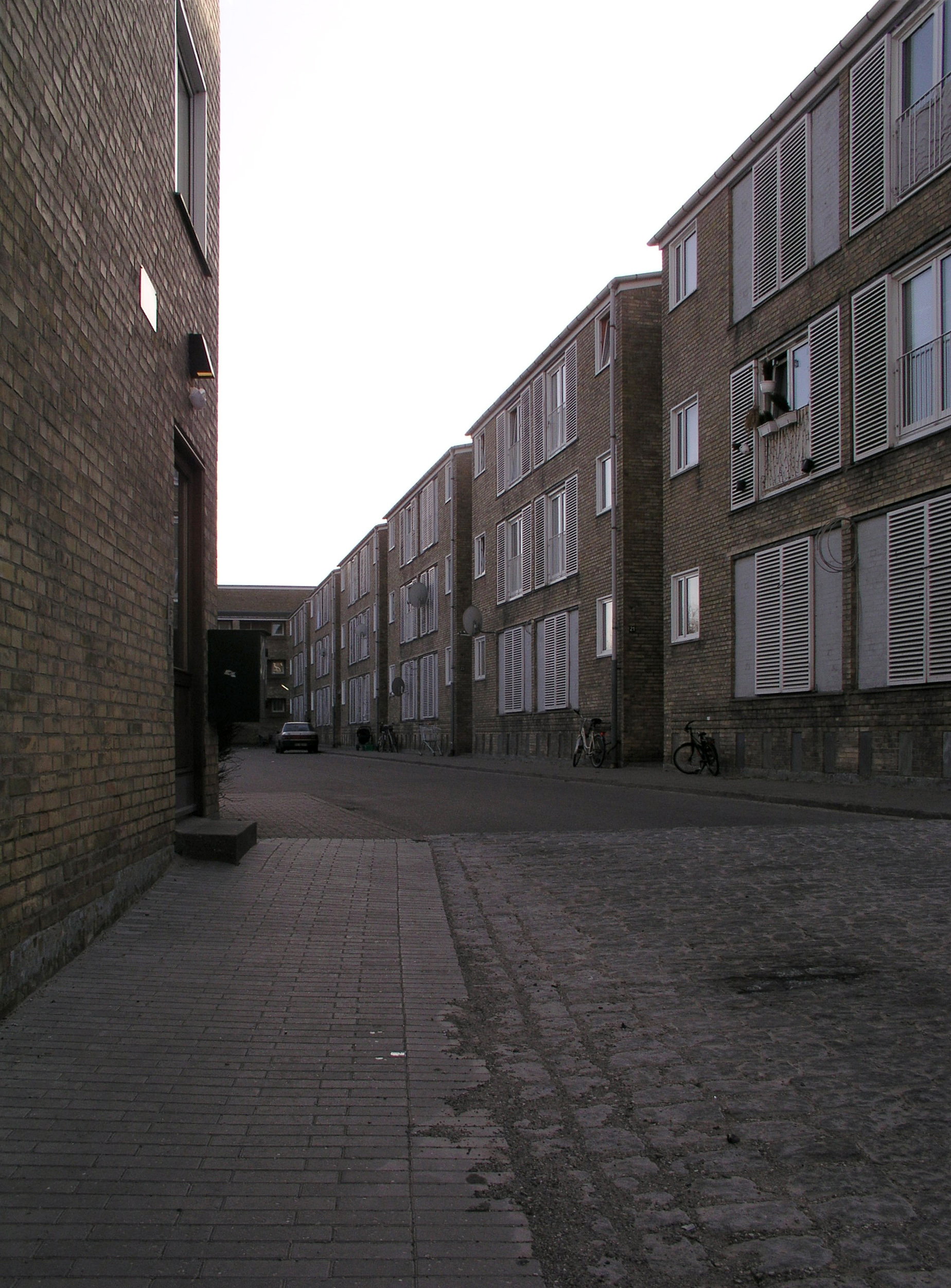
Социальный микрорайон Тинбъерг в Копенгагене

В результате реализации программы было построено около 1 006 000 новых жилищ. В итоге, с учётом демонтажа ветхого жилья, жилищный фонд Швеции вырос на 650 000 новых квартир и домов. Кроме того, повысилось общее качество жилья, при всех его эстетических недостатках (см.ниже).
На подход к реализации программы сильнейшее влияние оказал опыт развития стокгольмских пригородов, таких как Vällingby (англ.) и Årsta (англ.). Одной из основных целей, лежащей в основе этого подхода было воспитание «хороших граждан демократического общества». Достичь этого предполагалось путём строительства качественного доступного жилья в районах с развитой социальной инфраструктурой, включающей школы, больницы, церкви, общественные здания, библиотеки и клубы для различных групп населения. Главной задачей авторов программы (хотя и совершенно неудавшейся) была интеграция различных социальных групп путём перемешивания арендаторов на одной территории. Большинство квартир относились к типу «стандартная трёхкомнатная квартира» (normaltrea (швед.)) площадью 75 кв.м., предназначенной для молодой семьи из двух взрослых с двумя детьми.
Хотя программа достигла своей цели — строительства миллиона новых жилищ, её исполнение и результаты стали предметом критики. Наиболее распространён упрёк в том, что в рамках программы было возведено множество «мрачных бетонных зданий», разрушивших городской ландшафт. В действительности, лишь в 16 % зданий железобетон использовался как основной строительный материал. При этом почти половина жилья в рамках программы вообще представлена домами на одну семью. Несмотря на это, в общественном мнении программа до сих пор ассоциируется с так называемыми «бетонными окраинами» — пригородами, которые в основном застроены однообразными панельными кварталами. Архитектурный облик этих районов критикуется как «безликий» и сравнивается со зданиями в странах бывшего Восточного блока, таких как ГДР. Три наиболее известных пригорода — Ринкебю (пригород Стокгольма), Hammarkullen (англ.) (пригород Гётеборга) и Русенгорд (пригород Мальмё), построенных в ходе реализации программы, стали подлинными символами своего времени.
Кроме того отмечалось, что окраины, построенные в рамках Miljonprogrammet, стали местом концентрации приезжих из сельских районов. Главным предметом критики стали высокая социальная сегрегация и преступность, усилившиеся вследствие появления целых районов дешёвого жилья, заселённых бедными сельскими мигрантами.
Наиболее известные районы:
- Ринкебю, Тенста и Скерхольмен в Стокгольме
- Елльбо, Хаммаркуллен около Гётеборга
- Русенгорд, Хермодсдаль, Кроксбек, Линденген в Хольма около Мальмё
- Йордбро в Ханинге около Стокгольма
- Бергшён около Гётеборга
- Альбю и Фитча в Ботчюрка около Стокгольма
- Кроногорден в Тролльхеттане
- Рюд в Линчёпинге
- Готтсунда в Уппсале
- Хертсён в Лулео
- Арабю в Векшё
- Олидхем в Умео
- Орбю в Эскильстуне
- Хесслехольмен в Буросе

### Россия
В России с 2004 года пользователям социального жилья разрешено сдавать его в аренду (наём или поднаём), получая доход.

### Украина
В Харькове действует городская программа по приобретению социального жилья. Согласно программе, молодые люди до 35 лет, молодые семьи, переселенцы из ОРДЛО, участники боевых действий могут взять льготный кредит на покупку жилья. Если в семье 1 ребёнок, то даётся беспроцентный кредит, а если 2 - то 25 - 50% тела кредита выплачивается из городского бюджета.